# State of Decay
«State of Decay» (укр. «Штат гниття») — це відеогра з відкритим ігровим світом від третьої особи в жанрі action-adventure та survival horror, розроблена Undead Labs і опублікована компанією Microsoft Studios. Гра акцентує увагу на розвитку лідерських навичок гравця, які дозволяють ефективніше боротися з різними проблемами: знаходити ресурси для виживання, піднімати групову довіру та моральний дух, знищувати зомбі, захищати базу і життя людей. Гра також поєднує в собі елементи шутера, стелса, рольової і стратегічної гри з певними ігровими завданнями, де гравці для виживання досліджують, зачищають місцевість та воюють з нежиттю.
5 червня 2013 року гра вийшла для платформ Xbox 360 і отримала позитивні відгуки. Версія для Microsoft Windows вийшла  20 вересня 2013 року, за допомогою програми Steam's Early Access. Офіційний реліз відбувся 5 листопада 2013 року. 28 квітня 2015 року вийшло перевидання State of Decay Year-One Survival Edition  для Microsoft Windows І Xbox One.
На E3 2016 відбувся анонс появи State of Decay 2 для платформ Xbox. Кооперативний мультиплеєр повинен з’явитися навесні 2018 року.

## Ігровий процес

В State of Decay гравцю потрібно буде відбиватися від натовпів зомбі.

State of Decay базується на елементах бойових дій від третьої особи та симуляції (будуванні баз і форпостів). Гравець керує невеликою групою людей які вижили, і може або стежити за сюжетною лінією, або виконувати завдання, що забезпечують виживання свого співтовариства. Площа ігрового світу становить 16 квадратних кілометрів, з яких на 8 квадратних кілометрах можна грати.
Гравець може обирати з декількох місць, де побудувати базу, а потім посилити та покращити її різними засобами, такими як: оглядові вишки, сади, спальні, кухні, майстерні, медичні заклади тощо  ̶  щоб допомогти зберегти врятованих цілими і здоровими. Частина гри полягає в збалансуванні використання ресурсів: продуктів харчування, медпрепаратів, боєприпасів та будівельних матеріалів. Їх можна отримати шляхом пошуку чи торгівлі з неігровими персонажами (далі NPC). На базі можна вирощувати лише їжу. Нестача будь-якого постачання призведе до втрати морального настрою серед вцілілих, а низький моральний стан може призвести до суперечок, розривів і, зрештою, виходу з групи.
Гравець може взаємодіяти з тими хто вижив за межами своєї групи: торгувати з ними, допомагати їм або залучати їх до своєї групи. У грі присутні два вимірювачі стосунків: перший визначає, чи можна долучити тих, хто вижив, а другий, - чи можна керувати ними. Можна одночасно керувати лише одним вцілілим, може бути одночасно керованим, хоча гравець може запросити супроводжувати його й іншого персонажа (NPC) під контролем штучного інтелекту або AI; і в певних місіях супроводжувати гравця будуть один або декілька NPC-персонажів (під контролем AI).
У формі Storyline (Сюжетна лінія)  міститься приблизно 150 персонажів, з різними рисами обличчя та одягом. Кожен персонаж має фіксований набір "рис", що дають їм переваги або недоліки (наприклад, менше втомлюється, або може покращити певну майстерність швидше). За винятком персонажів, пов'язаних із історією, більшість персонажів можуть входити до окремих груп з тих хто вижив, і бути набраними в групу гравця. Кожен персонаж також має параметр "стан", який впливає на ігрові події (близький до смерті досвід, смерть іншого персонажа або успішне виконання складного завдання). Цей "стан" може впливати на їх поведінку, іноді вимагаючи втручання гравця.
Основною загрозою в State of Decay є зомбі. Вони безкінечно відновлюються, реагують на шум, і здатні бігати майже так само швидко, як і персонажі. Гравець може вирішити чи безпосередньо протистояти їм, чи використовувати режим стелс, щоб непомітно прокрастися повз них, або відволікти їх, використовуючи такі предмети, як феєрверки. Крім того, існують спеціальні види зомбі, наприклад, подібні до тварин "Люті" або танкоподібні "Джагернаути", які є досить небезпечними в конфлікті один на один. В грі не має ворогів-людей, лише зомбі.
У грі представлено понад 100 різних видів зброї, у тому числі близько 30 видів зброї, яку можна знайти під час досліджень (її не можна створити самому). Рукопашна зброя та вогнепальна зброя поділяються на підкатегорії, які мають різні варіанти застосування та наслідки атаки. Уся зброя має рейтинг міцності і ламається, коли її надмірно використовують без ремонту. Окрім зброї, гравець може знайти або створити різні витратні матеріали, щоб поліпшити свої шанси на виживання, такі як болезаспокійливі засоби чи вибухівку з шматків труб.
Окрім пересування пішки, гравець має доступ до декількох типів машин, кожна з яких має свої особливості: маневреність та швидкість. Усі транспортні засоби можуть бути пошкоджені та знищені під час сутичок із зомбі, або при виникненні на шляху перешкод. Транспорт, при потребі, можна відремонтувати на домашній базі.

## Сюжет
Історія відбувається у вигаданій долині Трамбулл. Першим доступним персонажем є Маркус Кемпбелл, працівник магазину. Після повернення з риболовної поїздки зі своїм другом, місцевим мешканцем Едом Джонсом, він знаходить, що в світі почався зомбі-апокаліпсис. Незабаром до них приєднується солдат Майя Торрес. Вони знаходять рацію і зв'язуються з Лілі Ріттер. Виконуючи її вказівки вони долають шлях до церкви, яку називають Церквою Вознесіння, де Лілі та кілька інших вцілілих обладнали домашню базу. З пораненим Едом, трійця приймає пропозицію Лілі приєднатися до них.
З розвитком ігрового процесу, вцілілі дізнаються про присутність у долині Трамбулл армії Сполучених Штатів, на чолі з сержантом Еріком Таном і капітаном Діаною Монтрессор. Незабаром вони розуміють, що головним пріоритетом армії є не евакуація вцілілих, а стримування і пошук причин спалаху епідемії. Гравець також дізнається, що місцевий громадський лідер, суддя Лоутон, забарикадувалася у будівлі місцевого суду з робітниками місцевих правоохоронних органів. Суддя встановлює опіку над громадянами згідно з військовими законами, плануючи відновити порядок після вторгнення. І, нарешті, гравці знайомляться з Вілкерсонами, групою провінційних контрабандистів, які використовують апокаліпсис для отримання прибутку та експлуатації інших вцілілих.
Врешті, будівля суду потерпає від нападу зомбі, і суддя Лоутон гине. Капітан Монтессор евакуюється та кидає сержанта Тана і його підлеглих напризволяще. Гравець, разом з сержантом Таном, знаходить безліч трупів скинутих у місцеве водоймище — пояснюючи, таким чином, причину спалаху. Довгострокове виживання перестає бути пріоритетним і вцілілі планують знайти вихід з долини. Спочатку група зачищає від зомбі склад вибухових речовин, а потім дістається до єдиної дороги, яка виходить з долини. Але з'ясовується, що вихід заблокований масивною бетонною стіною.
Поки Тан займається створенням вибухівки, гравець утримує прохід, відбиваючись від натовпу зомбі. Далі Тан доповідає, що детонатор не працює, і вибухівку не можна підірвати з безпечної відстані. Він пропонує ручну детонацію, зголосившись стати добровольцем і доводячи, що він і так вже заражений. Жертвуючи собою, сержант Тан активує вибухівку, яка руйнує стіну. Коли дим осідає, гравець бачить, що інша сторона також наповнена зруйнованими автомобілями та тілами. Стає зрозумілим, що апокаліпсис вже поширився за межами долини Трамбулл. Вцілілі залишають долину і гра закінчується.

## Контент завантаження

### Breakdown
20 липня 2013 року, разом із розробкою State of Decay для ПК, Undead Labs оголосила про майбутній контент завантаження (DLC) під назвою "Breakdown", для користувачів ПК та консолей. DLC додає режим "Пісочниця", в якому гравець керує групою вцілілих з відремонтованого трейлеру, що намагаються вирватися з долини. Контент завантаження представляє собою безкінечний та безсюжетний ігровий процес, просто дозволяючи гравцям удосконалити свої навички виживання. Breakdown дає 6 рівнів/ярусів для виживання гравця, і, коли гравці прогресують з одного рівня до іншого — складність збільшується, внаслідок чого зомбі стають сильнішими і чисельнішими, а також збільшується кількість унікальних видів зомбі, що змушує гравців пересуватися всім ігровим світом і, ускладнює виживання на вищих рівнях. Щоб перейти до наступного рівня, гравець повинен знайти трейлер, який виникає на кожному рівні випадковим чином, в будь-якому місці ігрового світу. Гравцям дозволяється брати в загальній складності шість персонажів (включно з Лілі) і переходити з ними на наступний рівень. 15 листопада 2013 року Undead Labs офіційно оголосила дату випуску Breakdown на 29 листопада 2013 року.

### Lifeline
Незабаром після виходу Breakdown, Undead Labs оголосила, що був розроблений другий контент завантаження. 4 лютого 2014 року додаток Steam Database підтвердив, що DLC має назву "Lifeline". 11 лютого 2014 року Undead Labs офіційно оголосила новину про контент завантаження "Lifeline", також підтвердивши, що він включає вигадане місто Данфорт, що знаходиться за межами Фейрфілду. 27 лютого було пояснено, що DLC торкнеться військової сторони в перші дні спалаху.
Гравець візьме на себе управління військової частини Greyhound One в місті Данфорт. Гравцю буде доручено доглядати групу вцілілих протягом довгого часу, піклуватися  про їхню безпеку, а також відстоювати головну базу шляхом встановлення пасток і тактики планування. Але на відміну від типових баз виживання, які просто займаються захистом від чисельних орд, виникає нова загроза, яка називається рейдами (хвилями), що поступово стають складнішими з кожним наступним рейдом. Lifeline розрахований на більший часовий підхід, замість нескінченного підходу, на якому базується контент завантаження Breakdown. На конгресі Pax East 2014 року, Undead Labs розраховувала випуск контенту завантаження на 6 червня 2014 року.
Незадовго після оголошення, 30 травня, відбувся вихід Lifeline, що було раніше, ніж очікувалося. Контент завантаження мав новий ігровий світ і сюжет. Ціна DLC Lifeline була такою ж як і DLC, Breakdown і становила $ 6,99 / £ 5,59.

## Розробка
Спочатку майбутня гра називалася Class 3. Вперше, ексклюзивна назва State of Decay, як Xbox Live Arcade, пролунала у 2011 році. Джефф Стрейн (Jeff Strain), засновник ArenaNet та співавтор World of Warcraft, жадав гру, в якій окремі гравці могли б випробовувати власні способи виживання від нашестя зомбі. Потім він поставив завдання створити гру, яка працює на CryEngine 3.  16 травня 2013 року Undead Labs оголосила, що State of Decay перейшов у фінальний процес сертифікації й  готовий до тестування видавцем гри Microsoft Studios. Гра State of Decay була передбачена як крок Undead Labs до повної онлайн-консолі Class4. Class4 стане одною із перших багатокористувацьких онлайнових ігор про зомбі, яка вийде на Xbox One. У інтерв'ю 2014 засновник Undead Labs Джефф Стрейн заявив, що State of Decay офіційно стала франшизою, підтвердженням партнерства компанії з Microsoft Studios. Він запевнив, що перша State of Decay  є "лише початком довгострокових амбіцій" студії Undead Labs.

## Продовження
Появу «State of Decay 2» було оголошено в прямому ефірі на Xbox 2016 E3, з виходом у 2017 році. На Е3 2017 року з’явиться інформація, що вихід State of Decay 2 буде затримано до пізнішої дати випуску. Станом на сьогодні, поява State of Decay 2, запланована на весну 2018 року.

## Оцінки
| Агрегатор    | Оцінка |
| ------------ | ------ |
| GameRankings | 76.94% |
| Metacritic   | 78/100 |

| Видання                      | Оцінка |
| ---------------------------- | ------ |
| Game Informer                | 7.0/10 |
| IGN                          | 8.9/10 |
| Official Xbox Magazine (США) | 8.0/10 |

SoD отримав переважно позитивні відгуки. Sanya з Undead Labs зазначила, що «2013 рік був до чорта гарним роком» з точки зору позитивних відгуків, отриманих за гру. Оцінки Metacritic в діапазоні від 70/100 до 89/100, із середнім балом 78/100. За перші 48 годин після релізу на Xbox Live Arcade було продано понад 250 тис. копій гри, з 17 червня 2013 року понад 550 тис. екземплярів, на кінець червня понад 700 тис. копій, що робить SoD другою найбільш касовою XBLA ігрою всіх часів. Станом на 4 жовтня 2013 Undead Labs констатує продаж мільйона примірників.
Видання Polygon дало позитивний відгук, вихваляючи аспекти виживання та рольові елементи. Рецензент Артур Джис (Arthur Gies) писав: «State of Decay - це одна з найбільш згуртованих, жахливих і привабливих ігор з відкритим світом, в які я коли-небудь грав».
Австралійська рада з класифікації ігор відмовилися оцінювати гру через те, що в її процесі персонажі задля підтримання тонусу та витривалості вживають наркотичні речовини. Загалом «State of Decay» отримав рейтинг розповсюдження R18+ через високий вміст сцен насилля. Недаремно Absolute Games поставили грі 80%, нарікши її «найчеснішим кінцем світу».
Гра також отримала критику щодо перепродажу версії State of Decay без додавання суттєвого змісту, водночас нехтуючи патчем оригінальної версії гри.